# Discografia de Whodini
Esta é uma discografia do grupo de hip-hop americano Whodini.

## Álbuns de estúdio
| Ano  | Álbum                                                             | Posição nas paradas | Posição nas paradas | Certificações  |
| Ano  | Álbum                                                             | U.S.                | U.S. R&B            | Certificações  |
| ---- | ----------------------------------------------------------------- | ------------------- | ------------------- | -------------- |
| 1983 | Whodini - Lançamento: 8 de julho de 1983 - Gravadora: Jive        | –                   | –                   |                |
| 1984 | Escape - Lançamento: 17 de outubro de 1984 - Gravadora: Jive      | 35                  | 5                   | - EUA: Platina |
| 1986 | Back in Black - Lançamento: 29 de abril de 1986 - Gravadora: Jive | 35                  | 4                   | - EUA: Platina |
| 1987 | Open Sesame - Lançamento: 20 de maio de 1987 - Gravadora: Jive    | 30                  | 8                   | - EUA: Ouro    |
| 1991 | Bag-a-Trix - Lançamento: 19 de março de 1991 - Gravadora: MCA     | –                   | 48                  |                |
| 1996 | Six - Lançamento: 17 de setembro de 1996 - Gravadora: So So Def   | –                   | 55                  |                |

## Singles
| Ano  | Single                           | Posição nas paradas | Posição nas paradas | Posição nas paradas | Álbum         |
| Ano  | Single                           | U.S. Hot 100        | U.S. R&B            | U.S. Rap            | Álbum         |
| ---- | -------------------------------- | ------------------- | ------------------- | ------------------- | ------------- |
| 1983 | "Magic's Wand"                   | –                   | 45                  | –                   | Whodini       |
| 1983 | "Yours For A Night"              | –                   | –                   | –                   | Whodini       |
| 1983 | "Rap Machine"                    | –                   | –                   | –                   | Whodini       |
| 1983 | "Nasty Lady"                     | –                   | –                   | –                   | Whodini       |
| 1983 | "Haunted House of Rock"          | –                   | 55                  | –                   | Whodini       |
| 1985 | "Big Mouth"                      | –                   | 64                  | –                   | Escape        |
| 1985 | "Escape (I Need a Break)"        | –                   | –                   | –                   | Escape        |
| 1985 | "Freaks Come Out At Night"       | –                   | 43                  | –                   | Escape        |
| 1985 | "Friends / Five Minutes Of Funk" | 87                  | 4                   | –                   | Escape        |
| 1986 | "Funky Beat"                     | –                   | 19                  | –                   | Back in Black |
| 1986 | "Growing Up"                     | –                   | 58                  | –                   | Back in Black |
| 1986 | "One Love"                       | –                   | 10                  | –                   | Back in Black |
| 1987 | "Be Yourself"                    | –                   | 20                  | –                   | Open Sesame   |
| 1987 | "Rock You Again (Again & Again)" | –                   | –                   | –                   | Open Sesame   |
| 1987 | "Life Is Like A Dance"           | –                   | –                   | –                   | Open Sesame   |
| 1991 | "Freaks"                         | –                   | 73                  | –                   | Bag-a-Trix    |
| 1991 | "Judy"                           | –                   | –                   | –                   | Bag-a-Trix    |
| 1991 | "Smilin' Faces Sometimes"        | –                   | –                   | –                   | Bag-a-Trix    |
| 1996 | "Keep Running Back"              | –                   | 69                  | 27                  | Six           |

## Ligações Externas
- Discografia de Whodini no Discogs.com